# Renault Zoe
Renault Zoe (stilizat ca ZOE și pronunțat ca „Zoey”), cunoscut sub numele de Renault Zoe E-Tech Electric din 2021, este o mașină supermini electrică cu cinci uși fabricată de producătorul francez de automobile Renault. Înainte de asta, Renault a dezvăluit sub numele Zoe, o serie de concepte diferite. Inițial în 2005 ca Zoe City Car și mai târziu ca Zoe Z.E. conceptul electric a fost prezentat în două versiuni diferite în 2009 și 2010 sub numele Renault Z.E. O versiune de serie a lui Zoe a fost prezentată la Salonul Auto de la Geneva din 2012.